# Rosângela Lula da Silva
Rosângela Lula da Silva GCIH • GCRB • OLH • OMC (União da Vitória, 27 de agosto de 1966), popularmente conhecida como Janja, é uma socióloga brasileira filiada ao Partido dos Trabalhadores. Ela é a atual primeira-dama do país, como a terceira esposa do 39.º presidente do Brasil, Luiz Inácio Lula da Silva.

## Biografia
Janja nasceu na cidade de União da Vitória, no sul do Paraná. É filha do comerciante José Clóvis da Silva (morto em 2024) e da dona de casa Vani Terezinha Ferreira (morta em 2020, vítima de COVID-19), melhor conhecida como dona "Têre", e possui um irmão mais velho, o publicitário Luiz Claudio da Silva. A família mudou-se para Curitiba quando ela ainda tinha dez dias de vida.

### Formação e carreira
Filiou-se ao Partido dos Trabalhadores (PT) em 1983, quando tinha 17 anos, época em que começou a se mobilizar nas campanhas das Diretas Já e nos comícios do partido como militante política. Em razão disso, descreve-se publicamente como "petista de carteirinha".
Em 1984, ela ingressou no curso de Ciências Sociais na Universidade Federal do Paraná (UFPR), atuando no movimento estudantil do centro acadêmico. No entanto, Janja não obteve bom desempenho escolar nas cadeiras do curso até seu terceiro ano, quando decidiu interromper a faculdade; posteriormente, acabou retomando os estudos e concluiu sua graduação em 1991.
Ainda na década de 1980, ela e sua colega de faculdade e amiga, Margarida Quadros, prestaram ambas concurso público na prefeitura de Curitiba, trabalhando juntas na área de saúde e ação social desse órgão público. Após a graduação na UFPR, por volta de 1993, Janja cursou especialização em "História e Cidade" na mesma instituição, também na companhia da colega Quadros.
Entre 1995 e 1996, tendo deixado seu trabalho na prefeitura de Curitiba, Janja atuou como docente colaboradora do Departamento de Serviço Social da Universidade Estadual de Ponta Grossa (UEPG), para onde havia se mudado com seu companheiro, o professor de História hoje aposentado Marco Aurélio Monteiro Pereira, que lecionava então na UEPG. Ao lado de outros colegas docentes, como o professor Edson Silva (candidato do PT à prefeitura de Ponta Grossa em 2020), eles desenvolveram um projeto de extensão universitária na periferia de Ponta Grossa, chamado Cidade Viva.
Após terminar seu relacionamento com Pereira e regressar a Curitiba, Janja trabalhou na liderança do PT na Assembleia Legislativa do Paraná (ALEP), onde foi admitida como assessora parlamentar do engenheiro e então deputado Péricles de Holleben Mello (PT), sendo nomeada em fevereiro e exonerada em setembro daquele ano. Readmitida em março de 1997 para a mesma função, permaneceu na ALEP até agosto de 2001. Na capital paranaense, Rosângela obteve seu Master of Business Administration (MBA) em Gestão Social e Sustentabilidade, pela Universidade Positivo.
Em janeiro de 2001, começou a trabalhar na CHROMA Engenharia, empresa que ajudou na construção da Usina Hidrelétrica de Barra Grande, onde Janja atuou, até janeiro de 2003, no remanejamento da população atingida pela construção da hidrelétrica, em operação desde 2005. Em 2002, em Curitiba, abriu uma empresa de consultoria, Princípio Consultoria, Assessoria e Pesquisa Ltda. (baixada em 2021), junto com sua amiga e sócia Margarida Quadros, nomeada assessora especial da presidência da República em maio de 2023. No dia 1º de janeiro de 2005, aos 38 anos, Rosângela Lula da Silva ingressou na Itaipu Binacional. Na hidrelétrica, atuou como assistente do então diretor-geral, Jorge Samek, e coordenadora de programas voltados ao desenvolvimento sustentável.
Em 2011, enquanto funcionária da Itaipu Binacional e residindo no Rio de Janeiro, Rosângela da Silva foi admitida na turma de 99 alunos do Curso de Altos Estudos de Política e Estratégia (CAEPE) da Escola Superior de Guerra (ESG), na qualidade de técnica de nível superior, tendo agradecido Jorge Samek, então diretor-geral da Itaipu, pela oportunidade oferecida de ingresso no curso. O trabalho que desenvolveu foi intitulado Mulher e Poder: relações de gênero nas instituições de defesa e segurança nacional, mas esse não foi publicado no repositório institucional de monografias da ESG.
Entre junho de 2012 e fevereiro de 2016, ela atuou como coordenadora de asseguração da comissão de sustentabilidade da então estatal Eletrobrás (privatizada em 2022), sediada no Rio de Janeiro. Durante sua locação na Eletrobrás, Rosângela foi também nomeada, através da estatal, membro do conselho fiscal da Eletrobras CGTEE, baseada no Rio Grande do Sul, e da CTEEP, baseada em São Paulo. Em 2016, voltou a trabalhar em Itaipu no mesmo cargo que ocupara e, aderindo a um programa de demissão voluntária (PDV), deixou oficialmente a hidrelétrica em 1º de janeiro de 2020.

## Vida pessoal

### Primeiro casamento
Janja foi casada primeiramente com Marco Aurélio Monteiro Pereira, professor aposentado de História na UEPG, de quem se divorciou. Durante sua união de dois anos com Pereira, entre 1995 e 1996, vividos em Ponta Grossa, no Paraná, ela o ajudou a criar seu filho do primeiro relacionamento. Não teve filhos.

### Segundo casamento
Janja e seu atual marido Lula, que se conhecem desde a década de 1990, começaram seu relacionamento em abril de 2018, quando o ex-presidente já se havia tornado viúvo de Marisa Letícia Lula da Silva, sua segunda esposa, falecida em fevereiro de 2017. Após a prisão de Lula, ela o visitava com frequência na sede da Polícia Federal (PF) em Curitiba, tendo a primeira visita ocorrido no Dia dos Namorados de 2018.
No dia 17 de maio de 2022, foi anunciado que Lula e Janja iriam casar-se no dia seguinte, o que ocorreu em uma casa de festas de São Paulo. A cerimônia religiosa foi conduzida pelo bispo Angélico Sândalo Bernardino. O casal estabeleceu residência em um sobrado de 700 m² alugado no bairro Alto de Pinheiros, na capital paulista.

### Religião
Embora não tenha revelado ser seguidora de uma fé específica, Rosângela é praticante de religiões de matriz africana, o que lhe dá orgulho, e relatou no Fantástico ter sofrido intolerância religiosa por conta disso. Ainda, afirmou que "se emociona na missa, com a fala do padre" e também "com o tambor" e com "um hino de louvor a Deus". Em outubro de 2022, em virtude dos resultados do primeiro turno das eleições, ela visitou o Círio de Nazaré, em Belém do Pará, para pagar uma promessa.

## Primeira-dama do Brasil

### Cerimônia de Posse
Em 1 de janeiro de 2023, se tornou a trigésima oitava primeira-dama do Brasil com o terceiro governo do presidente Luiz Inácio Lula da Silva. A primeira-dama esteve à frente da organização da posse e o chamado "Festival do Futuro". Ao todo, quarenta e duas atrações foram confirmadas para a festa, que se apresentaram nos palcos batizados Elza Soares e Gal Costa, cantoras que faleceram em 2022. O evento, na Esplanada dos Ministérios foi programado para começar às 12h. O público acompanhou o desfile de Lula em carro aberto e, pelos telões, puderam assistir ao ato que oficializava a posse, no Congresso Nacional, o pronunciamento do presidente e a transmissão da faixa presidencial. A primeira-dama disse que foi ela quem deu a ideia de o 'povo' entregar a faixa a Lula. Oito pessoas foram escolhidas para representarem a sociedade civil subindo a rampa do Palácio do Planalto ao lado do Presidente Lula e, incluindo, Resistência, a cadela do casal. A faixa presidencial passou de mão em mão entre cada um deles até chegar em Aline Sousa, a quem colocou a faixa no presidente.
"(Disse a Lula:) 'Acho que o povo brasileiro tem que passar a faixa para você.' Acho que será simbólico". afirmou a primeira-dama, em entrevista à jornalista Natuza Nery, pela GloboNews.

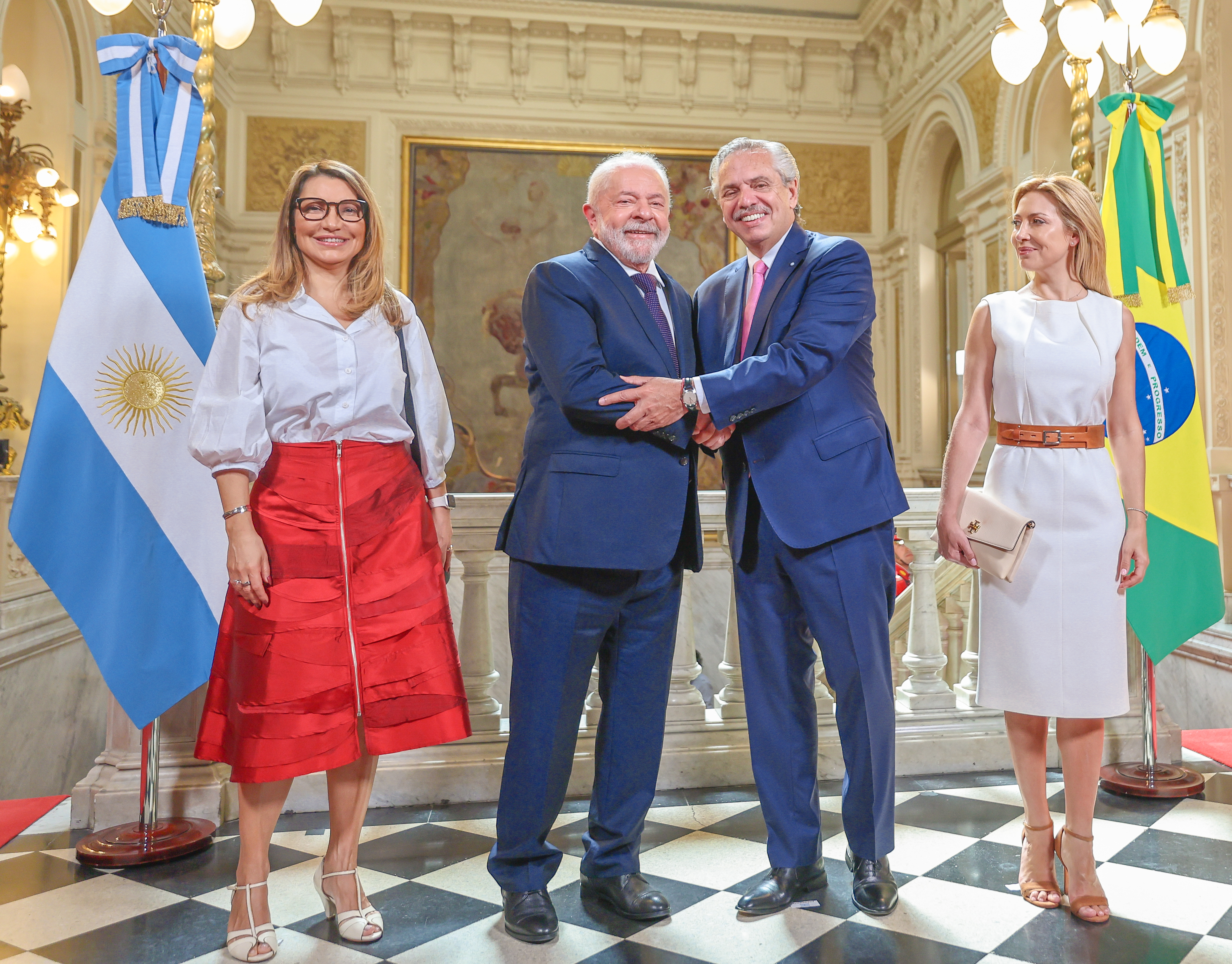
Janja, Lula, Alberto Fernández e Fabiola Yáñez em janeiro de 2023, na Casa Rosada

Durante a cerimônia, apareceu usando um terno dourado, sendo a primeira primeira-dama brasileira a usar tal peça numa solenidade de posse. Feminista declarada, ela dispõe de um gabinete para atuar nas áreas de segurança alimentar e do setor cultural, além de fomentar os movimentos e ideologias que visam estabelecer a igualdade de gênero, de cunho identitário. Em novembro de 2022, por meio da Revista Noticias, periódico argentino, foi comparada à ex-primeira-dama da Argentina Evita Perón, pelo protagonismo e influência exercidos durante a campanha do marido.

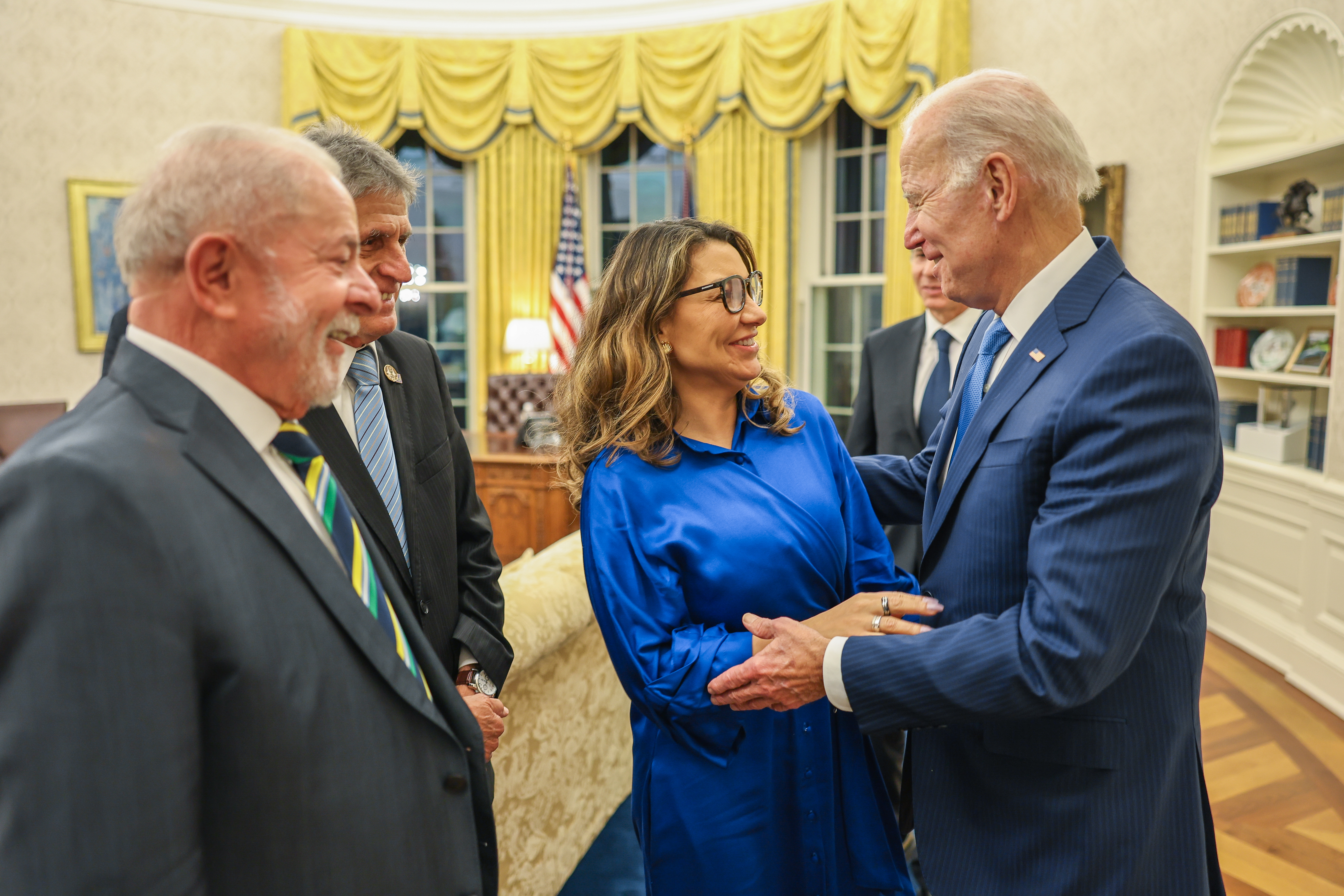
O presidente Lula e a primeira-dama Janja conversam com o presidente dos EUA, Joe Biden, no Salão Oval da Casa Branca, durante visita oficial em 10 de fevereiro de 2023.

A primeira-dama recebeu, na tarde do dia 8 de fevereiro de 2023, no Palácio do Planalto, influenciadores digitais que fizeram campanha para o presidente Lula durante o segundo turno da corrida presidencial. Como pauta de encontro, estava a articulação dos influenciadores pela democracia e o combate à desinformação. Além de Janja, participaram do encontro a diretora da Empresa Brasil de Comunicação (EBC), Antonia Pellegrino, e influenciadores digitais como Rainha Matos, Raul Santiago, Vitor DiCastro, Ana Hikari, Rafa Brunelli, Gleici Damasceno, Rene Silva, Fernanda Rocha Catania, Ivan Baron (que subiu a rampa com Lula), entre outros. A conversa aconteceu um mês após os ataques às sedes dos Três Poderes. Após o encontro, os influenciadores, acompanhados de Janja e Lula, visitaram o Museu Nacional da República, em Brasília. A ministra da Cultura, Margareth Menezes, também participou.
No dia 1 de março, a primeira-dama Janja, as 11 ministras mulheres do governo Lula, e as presidentes do Banco do Brasil e da Caixa Econômica Federal participaram, de um café da manhã no Palácio do Planalto para abrir as atividades referentes ao Dia Internacional da Mulher, comemorado no dia 8 de março. O evento foi promovido pela ministra das Mulheres, Cida Gonçalves, e teve pronunciamentos sobre a importância da data no contexto do novo governo, de representatividade e investimentos voltados às políticas públicas para a população feminina. Também foi apresentada a marca da campanha do governo federal em referência à celebração. Na mesma ocasião, inclusive, o presidente Lula prometeu que seu governo apresentará ao Congresso no dia 8 um projeto de lei que equipara os salários de homens e mulheres que exerçam a mesma função no mercado de trabalho.

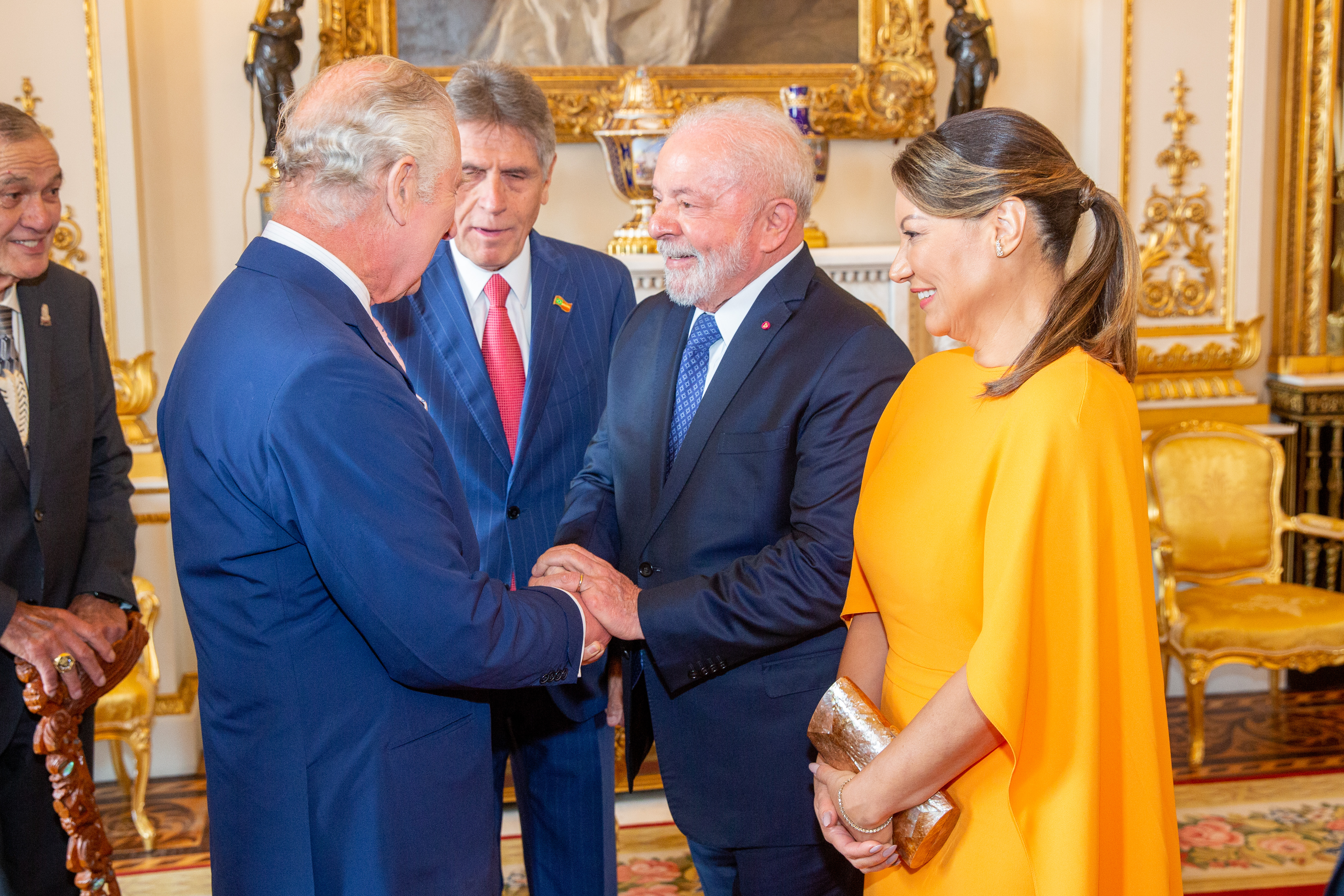
Presidente da República, Luiz Inácio Lula da Silva e primeira-dama Janja da Silva saúdam o Rei Carlos III do Reino Unido durante as celebrações de sua coroação em maio de 2023.

No dia 19 de abril, Janja participou da abertura da 313ª Assembleia do Conanda, o Conselho Nacional dos Direitos da Infância e da Adolescência. O conselho debateu com a primeira-dama outros assuntos ligados aos direitos das crianças e adolescentes, como os casos de violência nas escolas. O ministério da Educação expôs o plano contra crimes em ambientes escolar e técnicos do Ipea apresentaram dados sobre crianças em situação de rua e, durante a mesma ocasião, a primeira-dama foi agraciada com o Título de Conselheira de Honra.

### Rede de Inclusão e Combate à Desigualdade da OEI no Brasil
A primeira-dama Janja, anunciou no dia 24 de abril que assumirá a coordenação da Rede de Inclusão e Combate à Desigualdade da Organização dos Estados Ibero-americano no Brasil, o convite foi aceito durante viagem da comitiva presidencial à Espanha. A Organização dos Estados Ibero-americanos para a Educação, a Ciência e a Cultura é um organismo de cooperação multilateral, e tem como objetivo fomentar a cooperação entre países membros no campo da educação, ciência e cultura, com foco em desenvolvimento sustentável.

## Honras, condecorações e títulos honoríficos

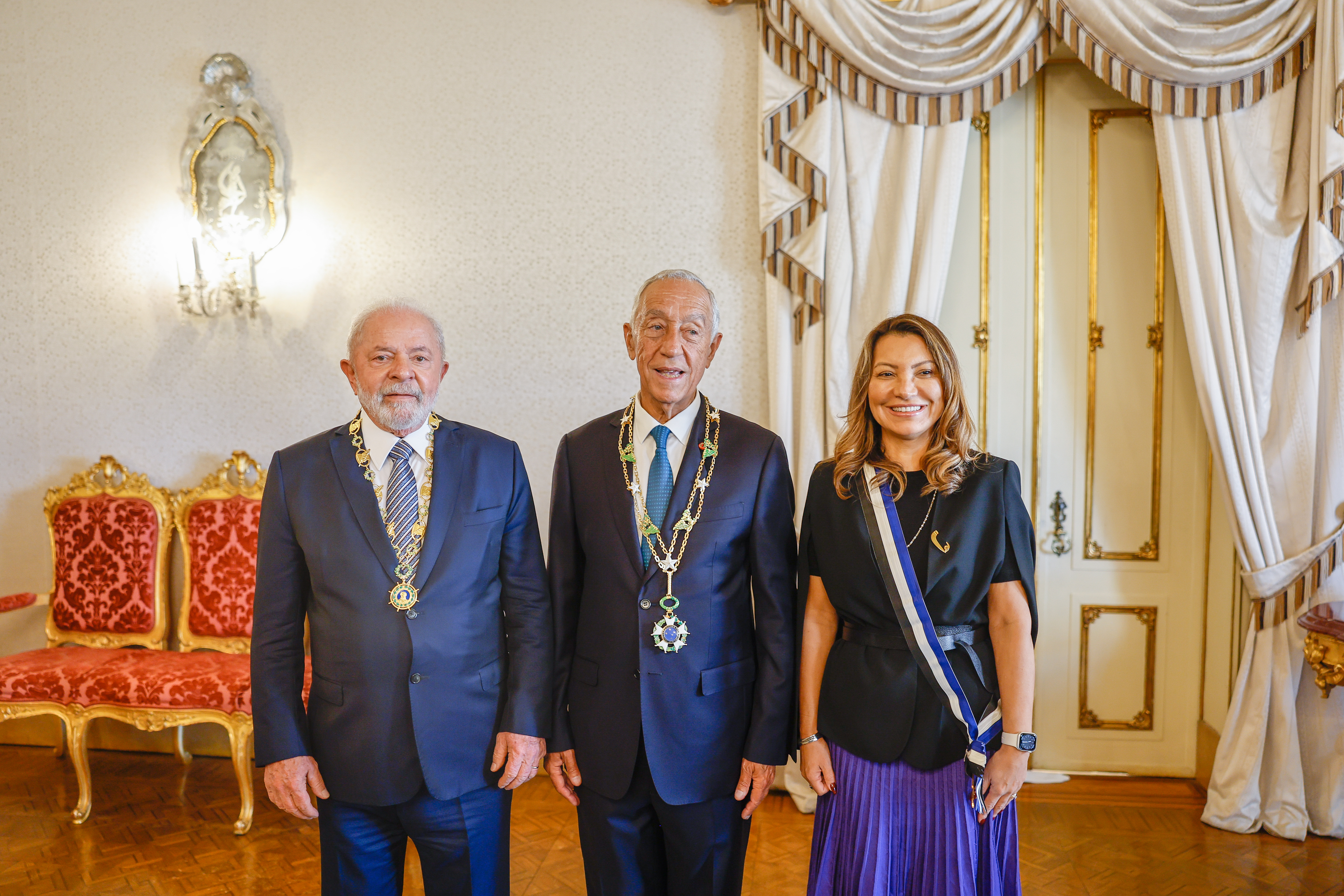
Janja recebe a Ordem do Infante D. Henrique, em Portugal, no dia 22 de abril de 2023.

### Condecorações
| Insígnia | País     | Honra                                                                                        | Data                    |
| -------- | -------- | -------------------------------------------------------------------------------------------- | ----------------------- |
|          | Portugal | Grã-Cruz da Ordem do Infante D. Henrique, agraciada pelo presidente Marcelo Rebelo de Sousa. | 22 de abril de 2023.    |
|          | Brasil   | Grã-Cruz da Ordem de Rio Branco, concedida pelo presidente Luiz Inácio Lula da Silva.        | 21 de novembro de 2023. |
|          | França   | Oficial da Ordem Nacional da Legião de Honra condecorada pelo presidente Emmanuel Macron.    | 28 de março de 2024.    |
|          | Brasil   | Grã-Cruz da Ordem do Mérito Cultural, concedida pelo presidente Luiz Inácio Lula da Silva.   | 20 de maio de 2025.     |

### Títulos honoríficos
- Foi homenageada com a Medalha Tiradentes na Assembleia Legislativa do Estado do Rio de Janeiro.[52]

- Em março de 2023 também recebeu do Senado Federal o Diploma Bertha Lutz, que agracia mulheres que tenham oferecido relevante contribuição na defesa dos direitos da mulher e questões do gênero no Brasil.[53]